# Ciclisme als Jocs Olímpics d'estiu de 1992
Als Jocs Olímpics d'Estiu de 1992 celebrats a la ciutat de Barcelona (Catalunya) es disputaren 10 proves de ciclisme, set en categoria masculina i tres en categoria femenina. La competició es dividí entre 3 de ciclisme en ruta i 7 de ciclisme en pista, realitzant-se entre els dies 26 i 31 de juliol de 1992 al Velòdrom d'Horta.
La prova de 100 quilòmetres contra rellotge va començar al Circuit de Catalunya (Montmeló), passant posteriorment per la carretera C-17 i l'Avinguda Meridiana de Barcelona per retornar novament al Circuit de Catalunya, on finalitzà. Per la seva banda la prova contra rellotge individual es realitzà en un circuit de 16 quilòmetres a Sant Sadurní d'Anoia, en el qual els homes van fer 12 voltes i les dones 5.
Prengueren part 451 ciclistes, entre ells 376 homes i 75 dones, de 76 comitès nacionals diferents.

## Detalls
S'establiren dos rècords mundials, el de persecució per equips realitzat per l'equip nacional d'Alemanya, i el de persecució individual realitzat pel britànic Chris Boardman. Així mateix també es van establir nous rècords olímpics en les proves de quilòmetre contrarellotge per l'espanyol José Manuel Moreno, de velocitat en categoria masculina per l'alemany Jens Fiedler, de velocitat en categoria femenina per l'estoniana Ingrid Haringa i de persecució individual en categoria femenina per l'alemanya Petra Rossner.

## Resum de medalles

### Ciclisma en ruta

#### Categoria masculina
| Prova                             | Or                                                                   | Argent                                                                   | Bronze                                                                             |
| Ruta individual Detalls           | Fabio Casartelli                                                     | Erik Dekker                                                              | Dainis Ozols                                                                       |
| Contrarellotge per equips Detalls | AlemanyaMichael Rich · Bernd Dittert · Christian Meyer · Uwe Peschel | ItàliaAndrea Peron · Flavio Anastasia · Luca Colombo · Gianfranco Contri | FrançaJean-Louis Harel · Hervé Boussard · Didier Faivre-Pierret · Philippe Gaumont |

#### Categoria femenina
| Prova                   | Or           | Argent        | Bronze       |
| Ruta individual Detalls | Kathryn Watt | Jeannie Longo | Monique Knol |

### Ciclisma en pista

#### Categoria masculina
| Prova                             | Or                                                                                           | Argent                                                                   | Bronze                                                                                           |
| Quilòmetre contrarellotge Detalls | José Manuel Moreno                                                                           | Shane Kelly                                                              | Erin Hartwell                                                                                    |
| Velocitat individual Detalls      | Jens Fiedler                                                                                 | Gary Neiwand                                                             | Curtis Harnett                                                                                   |
| Persecució individual Detalls     | Chris Boardman                                                                               | Jens Lehmann                                                             | Gary Anderson                                                                                    |
| Persecució per equips Detalls     | AlemanyaStefan Steinweg · Guido Fulst · Michael Glöckner · Jens Lehmann · Andreas Walzer (q) | AustràliaStuart O'Grady · Brett Aitken · Stephen McGlede · Shaun O'Brien | DinamarcaJan Bo Petersen · Ken Frost · Jimmi Madsen · Klaus Kynde Nielsen · Michael Sandstød (q) |
| Cursa per punts Detalls           | Giovanni Lombardi                                                                            | Léon van Bon                                                             | Cédric Mathy                                                                                     |

#### Categoria femenina
| Prova                         | Or            | Argent         | Bronze         |
| Velocitat individual Detalls  | Erika Salumäe | Annett Neumann | Ingrid Haringa |
| Persecució individual Detalls | Petra Roßner  | Kathryn Watt   | Rebecca Twigg  |

## Medaller
| Posició | País          | Or | Argent | Bronze | Total |
| 1       | Alemanya      | 4  | 2      | 0      | 6     |
| 2       | Itàlia        | 2  | 1      | 0      | 3     |
| 3       | Austràlia     | 1  | 4      | 0      | 5     |
| 4       | Espanya       | 1  | 0      | 0      | 1     |
| 4       | Estònia       | 1  | 0      | 0      | 1     |
| 4       | Regne Unit    | 1  | 0      | 0      | 1     |
| 7       | Països Baixos | 0  | 2      | 2      | 4     |
| 8       | França        | 0  | 1      | 1      | 2     |
| 9       | Estats Units  | 0  | 0      | 2      | 2     |
| 10      | Bèlgica       | 0  | 0      | 1      | 1     |
| 10      | Canadà        | 0  | 0      | 1      | 1     |
| 10      | Dinamarca     | 0  | 0      | 1      | 1     |
| 10      | Letònia       | 0  | 0      | 1      | 1     |
| 10      | Nova Zelanda  | 0  | 0      | 1      | 1     |